# بيغمي

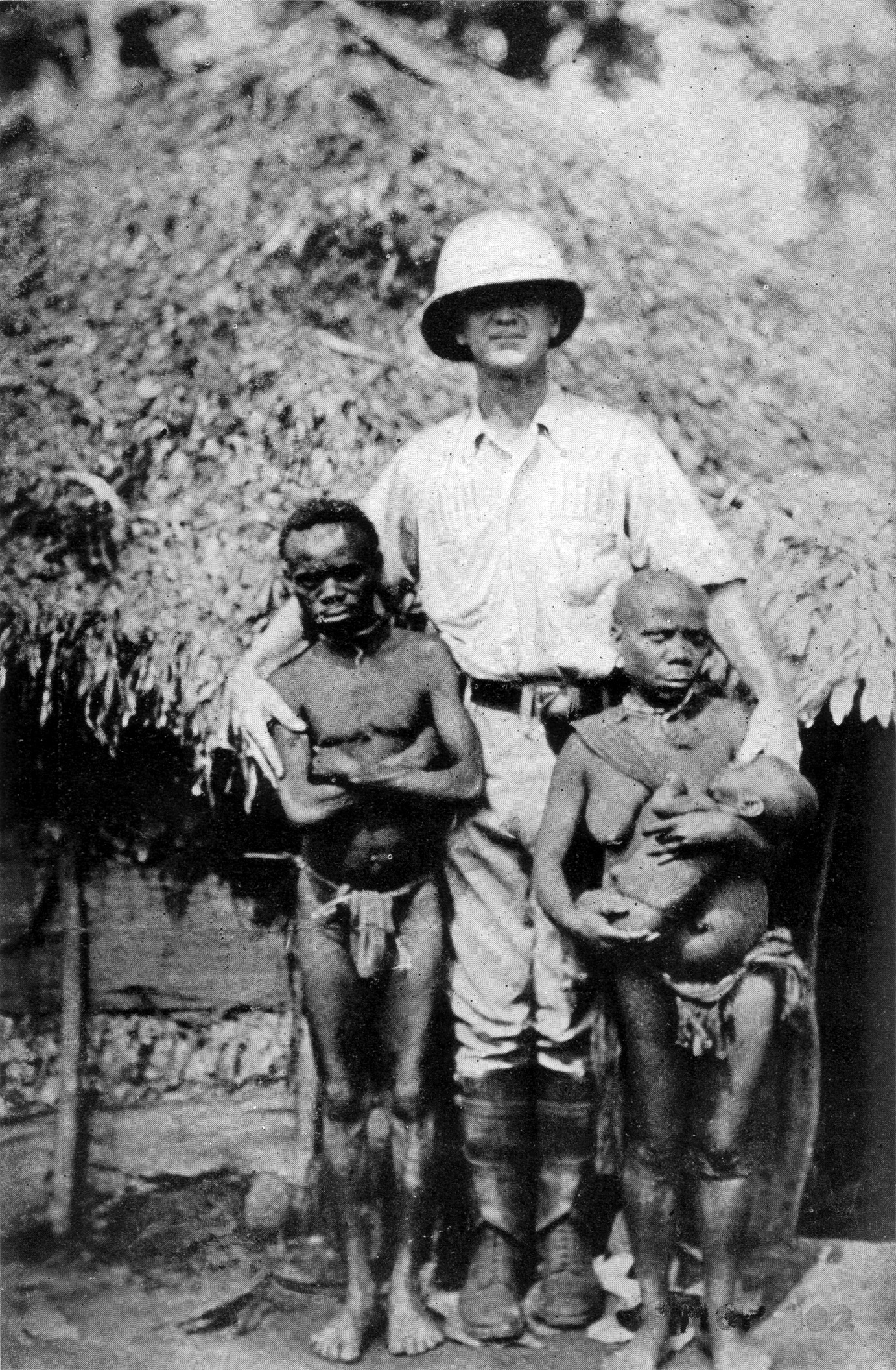
بيجمي أفارقة مع مستكشف أوروبي.

البيغمي  من الناحية الأنتروبولوجية هم الأفراد الذين لا يزيد طول قامة الذكر البالغ فيهم على 130سم، والمرأة البالغة على 121سم. والقزمية (القماءة) حالة مرضيّة نوعيّة ناتجة عن قصور الهرمونات التي تفرزها إحدى الغدتين، الدرقية أو النخامية، وتترافق القزمية عادة بظواهر واضطرابات مرضيّة كالبلادة والغباء وسرعة التعب والشيخوخة المبكرة، وعدم تناسب أعضاء الجسم، وقد تستمر طبائع الطفولة لدى القزم حتى بعد سن البلوغ، إذا كانت قزميته ناجمة عن قصور غدته النخامية خاصة، وأكثر الأقزام شهرة نيكولاس فيري الشهير بالطفل (21سم عند الولادة و90سم عند سن البلوغ)، والأميرة فلو (Floh 80سم)، وبورفيلافسكي (78سم).
إن تصنيف المجموعات التي يتصف أفرادها أصلاً بقصر القامة الشديد (من دون سبب مرضي) ضمن مجموعات الأقزام، هو تصنيف اتفاقي محض بين علماء الأنتروبولوجية، وتستوطن هذه المجموعات عموماً، بيئة جغرافية محددة محصورة بين خطي عرض 5 درجات شمال خط الاستواء وجنوبه، يعيش أفرادها حياة بدائية متنقلة، قوامها الجمع والالتقاط. ويقسم الأقزام تبعاً لمناطق توزعهم الجغرافي إلى إفريقيين وآسيويين.

## الأقزام الإفريقيون «النيغريلّو» المنتمون إلى السلالة الزنجية
يتصفون بالقامة القصيرة التي يراوح طولها بين 133سم و144سم، وهم صغار الحجوم، ومكتنزو الأجسام، أذرعهم طويلة، وسيقانهم قصيرة، وبشرتهم سوداء غير داكنة مائلة للصفرة، كما يتصفون بالشعر المفلفل الصوفي الملمس، والشفتين الغليظتين البارزتين غير المقلوبتين، والفم الواسع البارز إلى الأمام، وعظام الوجنتين البارزة. وتتخذ الجبهة عندهم شكلاً قريباً من المثلث المتساوي الساقين، وينمو الشعر على وجوههم وعلى أنحاء أجسامهم كافة. وزمر الدم الرئيسة السائدة فيهم هي A وB وAB، أما زمرة O فهي نادرة. وينفرد الأقزام الأفارقة بكبر العجيزة بين السلالة الإفريقية الكبرى.
ويقسم الأقزام الأفارقة إلى:
1. سلالة أولى يتصف أفرادها بالكتفين الضيقتين، والوجه العريض القصير، والأنف الأفطس، والشعر القليل على الوجه والجسم.
2. سلالة ثانية يتصف أفرادها بالرأس والوجه الطويلين، والبشرة السوداء غير الداكنة، والكتفين العريضتين، والشعر الغزير على الجسم والذقن، ويميل لون البشرة لدى كلتا السلالتين إلى البني الفاتح، ولاسيما عند الأطفال لنقص البروتينات في غذائهم.

وتبعاً للموطن الجغرافي، يمكن تقسيم الأقزام الأفارقة إلى:
ـ الأقزام الغربيين: يستوطنون الغابات الاستوائية في كل من الكونغو والكاميرون وأشهرهم جماعات البنغا Binga.
ـ الأقزام الشرقيين: يعيشون في راسي ومخي في حوض إيتوري (الكونغو الديمقراطية)، ويعرفون بجماعات البامبوته Bambute.
ـ الأقزام الذين يستوطنون حوض نهر الكونغو، في المنطقة الفاصلة بين موطن الأقزام الغربيين وموطن الشرقيين، ويُمثلهم التوا Twa الذين يعدون من أقصر الجماعات البشرية في العالم، إذ يراوح طول الفرد منهم بين 129سم و132سم، ويتصف أفراد التوا بالرأس العريضة (النسبة الرأسية عندهم أكثر من 81%)، والأنف العريض، والكتفين الضيقتين والبشرة السوداء المصفرّة، والشعر قليل على وجوههم وأجسامهم، وهو ذو ملمس صوفي خشن. وتؤلف القرابة الدموية لجهة الأب اللحمة الاجتماعية الرئيسة عندهم، لذا يتربع الأب فوق هرم السلطة الأسرية ضمن القبيلة.
ويشارك أقزام التوا في صفاتهم السلالية، ونمط المعيشة، والنظام الاجتماعي، كل من أقزام الأكا والباتوا والبامبوته.
وفي صحراء كالاهاري المحصورة بين حوضي نهري الزمبيزي والأورانج في جنوبي إفريقية، تعيش جماعات البوشمن التي لا يزيد معدل طول الفرد الواحد منها على 145سم، ويعرفون أيضاً باسم السان San، وهي تسمية أطلقتها عليهم جماعات الهوتنتوت الذين يطلقون على أنفسهم اسم خوي Khoi، ومرتبطون مع السان برباط لغوي وسلالي متين، دفع كثيراً من الأنتروبولوجيين (علماء السلالات) إلى تصنيفهم معاً ضمن سلالة واحدة تعرف باسم السلالة الخويسانية Khoisan، ويمتاز أفراد البوشمن من غيرهم بالأنف القصير الواسع غير المنخفض، والوجه العريض، والفك السفلي البارز، والرأس المستدير، والشعر المفلفل ذي الملمس الصوفي، والعينين المائلتين ذاتي الشكل الموزي، وهذا ماجعل بعض الأنتروبولوجيين يصنفونهم ضمن المجموعة المغولية الكبرى، وليس ضمن السلالة الإفريقية الكبرى.

## الأقزام الآسيويون «النغريتو»
يعيشون في نطاق الغابات الاستوائية في جنوب شرقي آسيا، يتصفون بقامة قصيرة لا يزيد معدل طولها على 148سم، ورأس عريض أو متوسط العرض، ووجه مستدير صغير، وبشرة سوداء داكنة مصفرّة وأنف ضخم غير أفطس، وشعر مفلفل صوفي نادر على الوجه والجسم، كما يتصفون بتناسق أعضاء الجسم، ويُصنفون عادة ضمن السلالة الأسترالية، وأهم جماعاتهم:
1. السيمانغ: يستوطنون الملايو وشرقي سومطرة وجنوبي تايلند، ويعيشون جماعات صغيرة لا يزيد عدد أفرادها على 30 شخصاً، والأب هو سيد الأسرة، ولا يعرفون تعدد الزوجات، يعتقدون بتناسخ الأرواح والطوطم، وللسحرة بينهم مكانة اجتماعية واقتصادية مميزة، لا يزيد طول الرجل فيهم على 149سم، والمرأة على 145سم، أجسامهم متناسقة، تراوح النسبة الرأسية عندهم بين 70% و75%، والشفتان غليظتان، والأنف قصير ومفلطح.
2. التابيرو: يستوطنون غينية الجديدة وبعض أنحاء ميلانيزية (غينية الجديدة وأرخبيل بسمارك وجزر سليمان وكاليدونية الجديدة وفانواتو وفيجي)، يتصفون بالرأس العريض والشعر الأسود الكثيف على الوجه والجسم، والشفتان غليظتان وغير مقلوبتين، والأنف عريض، والبشرة بنيّة مصفرَّة.
3. الآيتا: يعيشون في جزيرة لوزون (الفيليبين)، يتصفون بالقامة التي لايزيد طولها على 146سم والرأس العريض، والأنف العريض المفلطح، والشفتين المتوسطتي الغلظ، والشعر الأسود المفلفل الغزير على الوجه والجسم.
4. أقزام جزر الأندمان (في خليج البنغال): لا يزيد طول القامة فيهم على 148سم، والرأس عريض، إذ تصل النسبة الرأسية إلى 83%، والوجه عريض أيضاً، والأنف مستقيم نسبياً، والشفتان ممتلئتان، واليدان صغيرتان، وأعضاء الجسم متناسقة عموماً.